# Reto Götschi
Reto Götschi (Hausen am Albis, 25 de diciembre de 1965) es un deportista suizo que compitió en bobsleigh en las modalidades doble y cuádruple. 
Participó en dos Juegos Olímpicos de Invierno, obteniendo una medalla de plata en Lillehammer 1994, en la prueba doble (junto con Guido Acklin), y el sexto lugar en Nagano 1998, en la misma prueba.
Ganó tres medallas en el Campeonato Mundial de Bobsleigh entre los años 1996 y 2001, y seis medallas en el Campeonato Europeo de Bobsleigh entre los años 1995 y 1999.

## Palmarés internacional
| Juegos Olímpicos   | Juegos Olímpicos      | Juegos Olímpicos  | Juegos Olímpicos |
| Año                | Lugar                 | Medalla           | Prueba           |
| ------------------ | --------------------- | ----------------- | ---------------- |
| 1994               | Lillehammer (Noruega) | Medalla de plata  | Doble            |
| Campeonato Mundial |                       |                   |                  |
| Año                | Lugar                 | Medalla           | Prueba           |
| 1996               | Calgary (Canadá)      | Medalla de bronce | Doble            |
| 1997               | Sankt Moritz (Suiza)  | Medalla de oro    | Doble            |
| 2001               | Sankt Moritz (Suiza)  | Medalla de plata  | Doble            |
| Campeonato Europeo |                       |                   |                  |
| Año                | Lugar                 | Medalla           | Prueba           |
| 1995               | Altenberg (Alemania)  | Medalla de bronce | Doble            |
| 1996               | Sankt Moritz (Suiza)  | Medalla de plata  | Doble            |
| 1997               | Königssee (Alemania)  | Medalla de oro    | Cuádruple        |
| 1997               | Königssee (Alemania)  | Medalla de bronce | Doble            |
| 1998               | Igls (Austria)        | Medalla de oro    | Doble            |
| 1999               | Winterberg (Alemania) | Medalla de oro    | Doble            |